# Mare de Déu de Montnegre
La Mare de Déu de Montnegre és una església de Quart (Gironès) inclosa a l'Inventari del Patrimoni Arquitectònic de Catalunya.

## Descripció

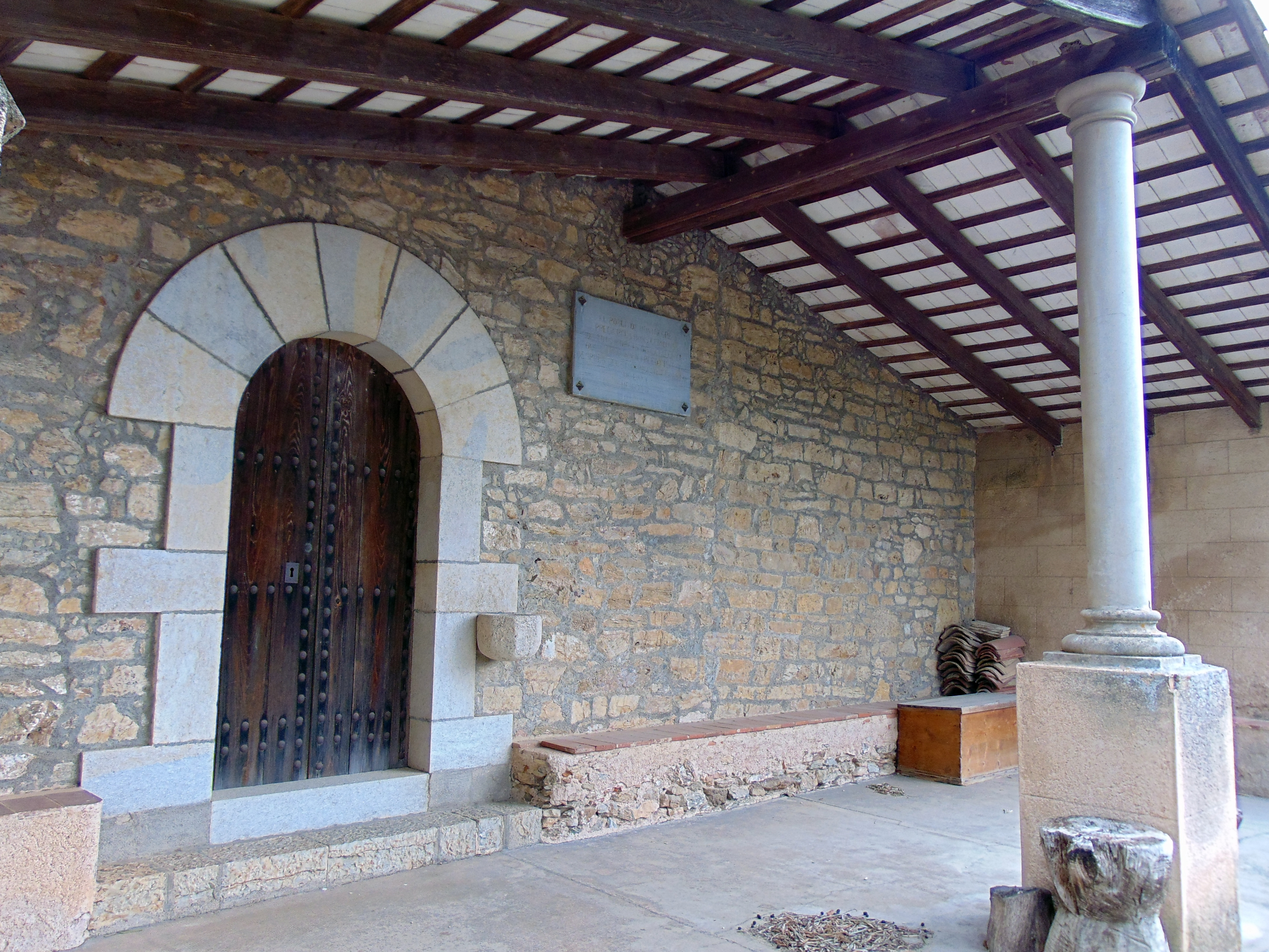
Porxo d'entrada

És un edifici d'una sola nau coberta amb volta de canó sostinguda per arcs formers i absis semicircular amb finestres amb esplandit. Als peus hi ha el cor. El parament és emblanquinat i pintat representant carreus. El mur exterior és d'aparell irregular. La façana té dues obertures, una de forma de creu grega i l'altra d'arc de mig punt, i un porxo adossat. El campanar és un cos cúbic amb obertures als quatre costats.

## Història
Documentalment la trobem el 1019 com a dotació de la canònica gironina. El 1064 és citada al testament de Ponci, preceptor de l'església de Girona, i el 1372 en una venda feta pel rei Pere III. A principis del segle XX s'incendià i l'any 1928 fou reconstruïda.